# قصور الاستهلاك

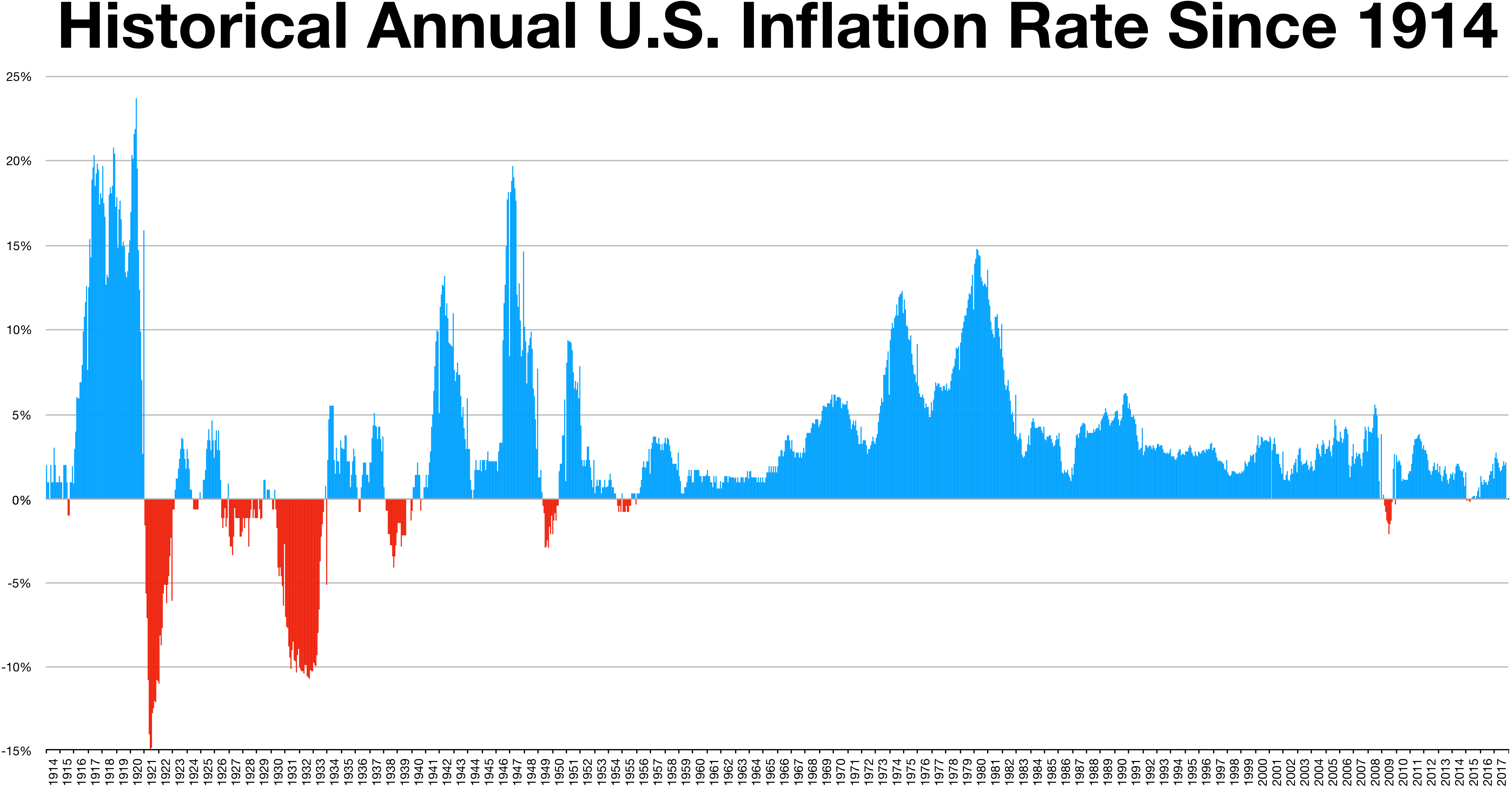

في نظرية قصور الإستهلاك في الإقتصاد, يرتفع الكساد والركود نتيجة عدم التناسب بين طلب المستهلك والكمية المنتجة. فتلك النظرية شكلت الأساس في وضع إقتصاد كينزي ونظرية الطلب الكلي في أعقاب الثلاثينيات من القرن العشرين.
تشير نظرية قصور الإستهلاك من زاوية ضيقة إلى علماء الاقتصاد البدعي في بريطانيا في القرن التاسع عشر، لاسيّما منذ عام 1815 والسنوات التالية، فهؤلاء العلماء قدموا نظرية قصور الإستهلاك ورفضوا الاقتصاد الكلاسيكي في صورة اقتصاد ريكاردو. فهذه الاقتصادات لم تشكل مدرسة موحدة ورُفضت نظرياتها من خلال الإتجاه الاقتصادي الحالي في ذلك الزمان.
إن قصور الإستهلاك مفهوم قديم في الاقتصاد يعود إلى عام 1598 إلى الكتاب الفرنسي التجاري (بالفرنسية: Les Trésors et richesses pour mettre l'Estat en Splendeur)‏ (الكنوز والثروات التي ستحقق الرخاء للبلاد) للمؤلف بارتيليمي دو لافيماس، إن لم يكن هذا المفهوم يرجع إلى فترة قبل ذلك. ولقد استخدم مفهوم قصور الإستهلاك مرارًا كجزء من النقد الموجه لـ قانون السوق حتى حل اقتصاد كينزي محل نظرية قصور الإستهلاك بشكل كبير، ويشير هذا الاقتصاد إلى تفسير أكثر كمالاً لفشل الطلب الكلي في تحقيق الناتج المحلي الإجمالي الطبيعي، أي توافق مستوى الإنتاج مع التوظيف الكامل.
تنص إحدى النظريات الأولى لقصور الإستهلاك على أنه نظرًا لحصول العمال على أجور أقل مما ينتجونه، فإنهم لا يمكنهم الشراء بمقدار ما ينتجون. ومن ثم سيظل هناك دائمًا معدل طلب غير مناسب للإنتاج. وبالطبع هذا يتجاهل مصادر الطلب الأخرى التي سنشير إليها لاحقًا.

## النظرية
في كتابه نظريات قصور الإستهلاك (Underconsumption Theories) (International Publishers, 1976) عرف مايكل بليني عنصرين أساسيين في نظرية قصور الإستهلاك الكلاسيكية (قبل اقتصاد كينزي). أولاً، إن المصدر الوحيد للكساد والركود والإخفاقات الأخرى في الطلب الكلي هو نمط الطلب غير المناسب من المستهلكين. ثانيًا، ونتيجة لذلك يتجه الاقتصاد الرأسمالي نحو حالة من الكساد المطرد. ومن ثم لا يعد قصور الإستهلاك جزءًا من الدورة الاقتصادية بنفس قدر عظم البيئة الاقتصادية العامة التي يحدث فيها. ولنقارن ذلك مع الإتجاه نحو انخفاض معدل الأرباح، الذي يؤمن على نحو مماثل بأن الركود هو الحالة الطبيعية (المستقرة)، وفي خلاف ذلك يكون الركود بارزًا وفي حالة معارضة خطيرة لنظرية قصور الإستهلاك.
(انظر "Underconsumption" للتعرف على دور هذه النظرية في تحليل الدورة الاقتصادية.)

### اقتصاد كينزي
لقد حل اقتصاد كينزي الحديث محل نظريات قصور الإستهلاك إلى حد كبير. فليس بالضرورة أن يسبب انخفاض طلب المستهلكين ركودًا، فهناك نواحٍ أخرى من الطلب الكلي قد ترتفع لتعارض هذا التأثير. ومن بين تلك العوامل الأخرى الإستثمار الثابت في المصانع والمعدات والإسكان والمشتريات الحكومية من السلع والخدمات وعمليات التصدير (مخصومًا منها عمليات الإستيراد). أضف إلى ذلك أن هناك عدد قليل من الاقتصاديين الذين يرون أن الركود المستمر هو حالة طبيعية يميل إليها الاقتصاد الرأسمالي. ولكن يمكن في الاقتصاد الكينزي أن يسبب انخفاض الإستهلاك (ولنقل أنه نتيجة لانخفاض الرواتب الحقيقية وقلتها) حالة كساد أو يُعمق حالة الركود.

### الماركسية
أن موقف ماركس تجاه قصور الإستهلاك موقف متباين. فمن زاوية، كتب ماركس أنه «يظل دائمًا الفقر ومحدودية إستهلاك الشعوب هما السبب الأخير لجميع الأزمات الحقيقية مقارنةً بإتجاه الإنتاج الرأسمالي نحو تطوير قوى إنتاجية بطريقة تجعل القوة المطلقة للإستهلاك في المجتمع بأكمله هي الحد فقط.» (ماركس 1933: 568, مقتبسة من سويزي 1970: 177).